# Sortavala
Sortavala (rusky Сортавала, finsky Sortavala, švédsky Sordavala) je město v Karelské republice v Ruské federaci. Při sčítání lidu v roce 2010 měla bezmála dvacet tisíc obyvatel.

## Poloha a doprava
Sortavala leží na severním břehu Ladožského jezera.
V Sortavale je stejnojmenné nádraží na železniční trať Vyborg – Joensuu. Ze zdejšího jezerního přístavu jezdí lodě na souostroví Valaam.

## Dějiny
Nejstarší ruské zdroje město nazývají Serdobol a založila jej Novgorodská republika. První písemná zmínka je ovšem ve švédštině z roku 1468 a v rámci Švédského království byla Sordavala také v roce 1632 povýšena na město. Zpět Ruské říši připadl Serdobol Nystadskou smlouvou v roce 1721, kde pak byl v letech 1809-1917 součástí Finského velkoknížectví a tak se stala Sortavala v roce 1918 součástí samostatného Finska. Po druhé světové válce připadla Sortavala opět Rusku.

### Rodáci
- Sergej Anatoljevič Chlebnikov (1955–1999), sovětský rychlobruslař